# Achaganapalli, Bagepalli
Achaganapalli là một làng thuộc tehsil Bagepalli, huyện Kolar, bang Karnataka, Ấn Độ.